# ساشا بلاغوفيتش
ساشا بلاغوفيتش هو لاعب كرة قدم صربي في مركز الدفاع، ولد في 1 فبراير 1989 في سميديريفو في صربيا. لعب مع نادي كاظمة ونادي ياغودينا.

## وصلات خارجية
- ساشا بلاغوفيتش على موقع قاعدة بيانات كرة القدم.إي يو (الإنجليزية)
- ساشا بلاغوفيتش على موقع Soccerway.com (الإنجليزية)